# Коломан Мозер
Коломан „Коло“ Мозер (на немски: Koloman Moser) е австрийски художник, декоратор и дизайнер. Той има изключително влияние върху графичното изкуство на 20 век.
В 1903 Коломан Мозер заедно със своя колега Йозеф Хофман създават Виенската работилница (Wiener Werkstätte).
В 1897 година заедно с Ото Вагнер, Густав Климт, Йозеф Мария Олбрих, Йозеф Хофман и други архитекти и художници основават артистичната група „Виенски сецесион“.

## Творби
- „Момиче с колие“, 1910
- „Към училище“, илюстрация към „Книжка с картинки за племенницата“ на Дита фон Марков, 1904
- Ескиз за сценичен декор към „Джепе от планината“ на Лудвиг Холцберг, ок. 1912
- „Морска сирена“, 1914
- „Венера от пещерата“, ок. 1915